# Кубок України з гандболу серед жінок
Кубок України з гандболу серед жінок — другий за значенням гандбольний турнір України серед жіночих команд Суперліги та Вищої ліги. З 2017 року у розіграші Кубку України можуть брати участь також аматорські команди. Для команд Суперліги, що за підсумками попереднього Чемпіонату України посіли місця з першого по четверте участь у турнірі є обов'язковою, для решти — за бажанням.

## Історія

### 2015/2016
Проведення Кубку України було відновлено у 2016 році Федерацією гандболу України з ініціативи тренерів гандбольних клубів України. Кубок було вирішено провести у м. Городенка, Івано-Франківської області у форматі Фіналу чотирьох за участю команд, які дали згоду на участь, а саме: «Галичанка» (Львів), «Карпати» (Ужгород), «Дніпрянка» (Херсон) та «Реал» (Миколаїв). Учасники півфінальних матчів були визначені 19 травня шляхом жеребкування. Львівська «Галичанка» стала першим володарем перехідного гандбольного  кубка, який був розроблений Федерацією гандболу України у 2016 році, і щороку передаватиметься від чемпіона до чемпіона.
|  | Півфінал |                      |          |  |  |                     |                      |                   |
|  |          | «Реал» (Миколаїв)    | 18       |  |  |                     |                      |                   |
|  |          | «Карпати» (Ужгород)  | 29       |  |  | Фінал               | Фінал                | Фінал             |
|  |          |                      |          |  |  |                     | «Карпати» (Ужгород)  | 21                |
|  | Півфінал | Півфінал             | Півфінал |  |  | «Галичанка» (Львів) | 32                   |                   |
|  |          | «Дніпрянка» (Херсон) | 26       |  |  |                     |                      |                   |
|  |          | «Галичанка» (Львів)  | 31       |  |  | Матч за 3-є місце   | Матч за 3-є місце    | Матч за 3-є місце |
|  |          |                      |          |  |  |                     | «Дніпрянка» (Херсон) | 32                |
|  |          |                      |          |  |  |                     | «Реал» (Миколаїв)    | 19                |

### 2016/2017
Розіграш другого відновленого Кубку України проходив 20-21 травня 2017 року в місті Суми за участю команд: «Галичанка» (Львів), «Карпати» (Ужгород), «Дніпрянка» (Херсон) та «Реал» (Миколаїв). Всі матчі відбувались у легкоатлетичному манежі УАБС НБУ. Пари у півфінальних матчах були визначені 19 травня шляхом "сліпого" жеребкування.
|  | Півфінал |                      |          |  |  |                      |                     |                   |
|  |          | «Карпати» (Ужгород)  | 19       |  |  |                      |                     |                   |
|  |          | «Дніпрянка» (Херсон) | 22       |  |  | Фінал                | Фінал               | Фінал             |
|  |          |                      |          |  |  |                      | «Галичанка» (Львів) | 26                |
|  | Півфінал | Півфінал             | Півфінал |  |  | «Дніпрянка» (Херсон) | 23                  |                   |
|  |          | «Галичанка» (Львів)  | 27       |  |  |                      |                     |                   |
|  |          | «Реал» (Миколаїв)    | 16       |  |  | Матч за 3-є місце    | Матч за 3-є місце   | Матч за 3-є місце |
|  |          |                      |          |  |  |                      | «Карпати» (Ужгород) | 31                |
|  |          |                      |          |  |  |                      | «Реал» (Миколаїв)   | 18                |

### 2017/2018
У Кубку України 2017-2018 брали участь 9 команд, 6 команд Суперліги: «Галичанка» (Львів), «Дніпрянка» (Херсон), «Економуніверситет» (Тернопіль), «Карпати» (Ужгород), РЕАЛ-МОШВСМ-НУК (Миколаїв), «Спартак» Київ, та три команди Вищої ліги:  БВУФК (Бровари), ДЮСШ 4 (Кривий Ріг), «Педуніверситет» (Тернопіль).
У 1/8 та 1/4 розіграшу проводилась серія з двох матчів, які відбувались на майданчику кожної команди. Четверо переможців 1/4 шляхом жеребкування розділяються на пари для проведення півфіналу Кубку.
Фінал чотирьох відбувся 19-20 травня 2018 року в м. Ужгород, в спорткомплексі «Юність». У ньому брали участь: «Галичанка» (Львів), «Дніпрянка» (Херсон), «Карпати» (Ужгород) та РЕАЛ-МОШВСМ-НУК (Миколаїв). Пари у півфінальних матчах були визначені зранку першого дня змагань.

#### Плей-оф
|  | Півфінал |                 |          |  |  |                   |                   |                   |
|  |          | «Галичанка»     | 26       |  |  |                   |                   |                   |
|  |          | «Дніпрянка»     | 25       |  |  | Фінал             | Фінал             | Фінал             |
|  |          |                 |          |  |  |                   | «Галичанка»       | 24                |
|  | Півфінал | Півфінал        | Півфінал |  |  | «Карпати»         | 28                |                   |
|  |          | РЕАЛ-МОШВСМ-НУК | 28       |  |  |                   |                   |                   |
|  |          | «Карпати»       | 36       |  |  | Матч за 3-є місце | Матч за 3-є місце | Матч за 3-є місце |
|  |          |                 |          |  |  |                   | «Дніпрянка»       | 22                |
|  |          |                 |          |  |  |                   | РЕАЛ-МОШВСМ-НУК   | 32                |

### 2018/2019
Фінал чотирьох відбувається 17-19 травня 2019 р. в СК «Юність» (м. Ужгород). Пари у півфінальних матчах були визначені шляхом жеребкування 17 травня 2019 року.

#### Плей-оф
|  | Півфінал |                 |          |  |  |                   |                   |                   |
|  | 1        | Дніпрянка       | 22       |  |  |                   |                   |                   |
|  | 2        | Галичанка       | 30       |  |  | Фінал             | Фінал             | Фінал             |
|  |          |                 |          |  |  |                   | Галичанка         | 30                |
|  | Півфінал | Півфінал        | Півфінал |  |  | Карпати           | 19                |                   |
|  | 3        | РЕАЛ-МОШВСМ-НУК | 21       |  |  |                   |                   |                   |
|  | 4        | Карпати         | 29       |  |  | Матч за 3-є місце | Матч за 3-є місце | Матч за 3-є місце |
|  |          |                 |          |  |  |                   | Дніпрянка         | 26                |
|  |          |                 |          |  |  |                   | РЕАЛ-МОШВСМ-НУК   | 30                |

### 2019/2020
У розіграші Кубку України 2019/2020 взяло участь 6 команд Суперліги та 10 команд Вищої ліги. Матчі Фіналу чотирьох пройшли в Броварах в залі Броварського фахового спортивного коледжу 12-13 вересня 2020 року. Володарем Кубка вчетверте стала львівська «Галичанка».

#### Плей-оф
|  | Півфінал |                 |          |  |  |                   |                   |                   |
|  |          | «Галичанка»     | 40       |  |  |                   |                   |                   |
|  |          | РЕАЛ-МОШВСМ-НУК | 25       |  |  | Фінал             | Фінал             | Фінал             |
|  |          |                 |          |  |  |                   | «Галичанка»       | 41                |
|  | Півфінал | Півфінал        | Півфінал |  |  | «ТНЕУ-Енерго»     | 25                |                   |
|  |          | «ТНЕУ-Енерго»   | 37       |  |  |                   |                   |                   |
|  |          | «Дніпрянка»     | 27       |  |  | Матч за 3-є місце | Матч за 3-є місце | Матч за 3-є місце |
|  |          |                 |          |  |  |                   | РЕАЛ-МОШВСМ-НУК   | 29                |
|  |          |                 |          |  |  |                   | «Дніпрянка»       | 22                |

### 2020/2021
У розіграші Кубку України 2020/2021 взяло участь 6 команд Суперліги та 10 команд Вищої ліги.

#### Фінал чотирьох
Фінал розіграшу Кубка проходить в Миколаєві в фізкультурно-оздоровчому комплексі «Намив» 4 та 5 червня 2021 року. Півфінальні пари визначились шляхом жеребкування напередодні. Володарем Кубка вп'яте стала львівська «Галичанка», а MVP визнано лінійну цієї команди Анастасію Мєлєкєсцеву.
|  | Півфінал |               |          |  |  |                   |                   |                   |
|  |          | «ЗУНУ-Енерго» | 16       |  |  |                   |                   |                   |
|  |          | «Галичанка»   | 32       |  |  | Фінал             | Фінал             | Фінал             |
|  |          |               |          |  |  |                   | «Дніпрянка»       | 19                |
|  | Півфінал | Півфінал      | Півфінал |  |  | «Галичанка»       | 29                |                   |
|  |          | «Реал»        | 20       |  |  |                   |                   |                   |
|  |          | «Дніпрянка»   | 24       |  |  | Матч за 3-є місце | Матч за 3-є місце | Матч за 3-є місце |
|  |          |               |          |  |  |                   | «Реал»            | 35                |
|  |          |               |          |  |  |                   | «ЗУНУ-Енерго»     | 24                |

### 2021/2022
У сезоні 2021/2022 за Кубок України боролись 15 команд, було зіграно матчі 1/8 фіналу та 1/4 фіналу. У зв’язку з повномасштабною російсько-українською війною, введенням на всій території Україні воєнного стану матчі Фіналу чотирьох не відбулися. Володаря Кубка України у цьому сезоні визначено не було.

### 2022/2023
У сезоні 2022/2023 турнір складався з двох раундів та фіналу чотирьох. У ньому взяло участь 11 команд. За результатами попередніх етапів до Фіналу чотирьох потрапили «Львівська політехніка-ЛФКС» (Львів), «ДЮСШ-1-ХНУ» (Хмельницький), «Карпати-ШВСМ» (Ужгород) та чинний володар Кубка України — «Галичанка» (Львів).
 27, 28 травня 2023 р., м. Ужгород  
|  | Півфінал |                         |          |  |  |                   |                         |                   |
|  |          | «ДЮСШ-1-ХНУ»            | 21       |  |  |                   |                         |                   |
|  |          | «Галичанка»             | 40       |  |  | Фінал             | Фінал                   | Фінал             |
|  |          |                         |          |  |  |                   | «Галичанка»             | 27                |
|  | Півфінал | Півфінал                | Півфінал |  |  | «Карпати»         | 26                      |                   |
|  |          | «Львівська політехніка» | 26       |  |  |                   |                         |                   |
|  |          | «Карпати»               | 28       |  |  | Матч за 3-є місце | Матч за 3-є місце       | Матч за 3-є місце |
|  |          |                         |          |  |  |                   | «ДЮСШ-1-ХНУ»            | 24                |
|  |          |                         |          |  |  |                   | «Львівська політехніка» | 31                |

### 2023/2024
Турнір складається з двох раундів та Фіналу чотирьох, в ньому бере участь 13 команд: 7 команд Суперліги: «Галичанка» (м. Львів) «Карпати-ШВСМ» (м. Ужгород), «Спартак-ШВСМ» (м. Київ), «Реал» (Миколаїв) «КОСФК» (м. Бровари), «ДЮСШ-1-ХНУ» (м. Хмельницький), «ДонДУВС-ДЮСШ-4» (м. Кривий Ріг) та 6 команд Вищої і Першої ліги: «Львівська політехніка-ЛФКС» (м. Львів), «Рівне-ДЮСШ-4» (м. Рівне), «ЗУНУ-Енерго ШВСМ» (м. Тернопіль), СДЮСШОР «Карпати»  (м. Ужгород), «Дніпро-Кам'янське» (м. Кам'янське), «Суми-У» (м. Суми).
За результатами попередніх раундів до Фіналу чотирьох потрапили миколаївський «Реал», ужгородські «Карпати-ШВСМ» (Ужгород), київський «Спартак-ШВСМ».  До них долучились чинні володарки Кубка України — львівська «Галичанка».
Фінал чотирьох
|  | Півфінал |                |          |  |  |                   |                   |                   |
|  |          | «Реал»         | 17       |  |  |                   |                   |                   |
|  |          | «Галичанка»    | 31       |  |  | Фінал             | Фінал             | Фінал             |
|  |          |                |          |  |  |                   | «Галичанка»       | 34                |
|  | Півфінал | Півфінал       | Півфінал |  |  | «Карпати-ШВСМ»    | 30                |                   |
|  |          | «Карпати-ШВСМ» | 28       |  |  |                   |                   |                   |
|  |          | «Спартак-ШВСМ» | 23       |  |  | Матч за 3-є місце | Матч за 3-є місце | Матч за 3-є місце |
|  |          |                |          |  |  |                   | «Реал»            | 35(3)             |
|  |          |                |          |  |  |                   | «Спартак-ШВСМ»    | 35(5)             |

## Усі фінали кубка
| Сезон   | Дата і місце проведення                             | Переможець          | Рахунок       | Фіналіст                  |
| ------- | --------------------------------------------------- | ------------------- | ------------- | ------------------------- |
| 2000-01 | 2001, ?                                             | «Мотор» (Запоріжжя) | ?             | ?                         |
| 2015-16 | 21 травня 2016 Городенка, Городенківська ДЮСШ       | «Галичанка» (Львів) | 32:21 (16:11) | «Карпати» (Ужгород)       |
| 2016-17 | 21 травня 2017 Суми, Легкоатлетичний манеж УАБС НБУ | «Галичанка» (Львів) | 26:23 (12:11) | «Дніпрянка» (Херсон)      |
| 2017-18 | 20 травня 2018 Ужгород, Сторткомплекс «Юність»      | «Карпати» (Ужгород) | 28:24 (19:15) | «Галичанка» (Львів)       |
| 2018-19 | 19 травня 2019 Ужгород, Сторткомплекс «Юність»      | «Галичанка» (Львів) | 30:19 (13:8)  | «Карпати» (Ужгород)       |
| 2019-20 | 13 вересня 2020, 14:30 Бровари, Сторткомплекс БФСК  | «Галичанка» (Львів) | 41:25 (22:11) | «ТНЕУ-Енерго» (Тернопіль) |
| 2020-21 | 5 червня 2021, 13:00 Миколаїв, ФОК «Намив»          | «Галичанка» (Львів) | 29:19 (15:11) | «Дніпрянка» (Херсон)      |
| 2022-23 | 28 травня 2023 Ужгород, Сторткомплекс «Золота гора» | «Галичанка» (Львів) | 27:26 (12:13) | «Карпати» (Ужгород)       |
| 2023-24 | 9 червня 2024, 13:00 Бровари, СК КОСФК              | «Галичанка» (Львів) | 34:30 (17:15) | «Карпати» (Ужгород)       |

## Статистика фіналів за клубами
| М | Клуб                      | Перемоги | Фінали | Сезони перемог                                                | Сезони фіналів            |
| - | ------------------------- | -------- | ------ | ------------------------------------------------------------- | ------------------------- |
| 1 | «Галичанка» (Львів)       | 7        | 1      | 2015-16, 2016-17, 2018-19, 2019-20, 2020-21, 2022-23, 2023-24 | 2017-18                   |
| 2 | «Карпати» (Ужгород)       | 1        | 3      | 2017-18                                                       | 2015-16, 2018-19, 2023-24 |
| 3 | «Дніпрянка» (Херсон)      | 0        | 2      |                                                               | 2016-17, 2020-21          |
| 4 | «ТНЕУ-Енерго» (Тернопіль) | 0        | 1      |                                                               | 2019-20                   |